# Komorernas riksvapen
I Komorernas riksvapen finns samma symboler som på Komorernas flagga, inramade av en blomsterkrans. Valspråket lyder: "Enighet, rättvisa, framsteg".